# آلة تشاركي (فلم)
آلة تشاركي (بالإنجليزية: Sharky's Machine) هو فيلم حركة تم إنتاجه في سنة 1981 . الفيلم من إخراج بيرت رينولدز ، وهذا الفيلم من بطولة بيرت رينولدز وبراين كيث.

## الميزانية والإيرادات
حقق أرباحا تقدر بـ 35,856,053 دولار.

## وصلات خارجية
- آلة تشاركي على موقع IMDb (الإنجليزية)
- آلة تشاركي على موقع ميتاكريتيك (الإنجليزية)
- آلة تشاركي على موقع روتن توميتوز (الإنجليزية)
- آلة تشاركي على موقع نتفليكس (الإنجليزية)
- آلة تشاركي على موقع ألو سيني (الفرنسية)
- آلة تشاركي على موقع Turner Classic Movies (الإنجليزية)
- آلة تشاركي على موقع أول موفي (الإنجليزية)
- آلة تشاركي على موقع بوكس أوفيس موجو (الإنجليزية)
- آلة تشاركي على موقع فيلمافينيتي (الإسبانية)
- آلة تشاركي على موقع قاعدة بيانات الأفلام السويدية (السويدية)